# Premio SFERA
Il Premio SFERA è conferito annualmente dall'associazione fantascientifica SFera, a Zagabria, dal 1981. Fino al 1991 veniva conferita a partecipanti provenienti da tutta la Jugoslavia ma a partire dal 1994, viene conferita soltanto per lavori scritti originariamente in lingua croata.
Il Premio SFERA è assegnato alle migliori opere di fantascienza, ma anche a lavori di genere fantasy e horror, originariamente pubblicati e distribuiti in Croazia durante l'anno precedente all'assegnazione.
Inizialmente, questo premio era riservato soltanto alle produzioni letterarie ma, col tempo, venne esteso anche ad altre categorie. Attualmente viene assegnato alle seguenti categorie:
- miniature (storie molto brevi)
- racconti
- storie
- romanzi brevi
- romanzi
- romanzi per bambini
- drammi
- poesie
- illustrazioni a colori
- illustrazioni in bianco e nero
- fumetti

Creazioni di altro genere (costume, scultura, film, video, musica) sono designate come "premi speciali". Viene anche assegnato un premio alla carriera e in alcune edizioni è stato anche conferito a degli esordienti il premio "Protosfera".

## Vincitori

### 1981
- Storia: Goran Hudec, Prsten
- Romanzo: Miha Remec, Prepoznavanje (autore sloveno)
- Dedication: emisija Eppur si muove Radio Zagreb

### 1982
- Storia: Radovan Devlić, Hajka
- Life Work: Zvonimir Furtinger
- Dedication: Dušan Vukotić

### 1983
- Storia: Biljana Mateljan, Vrijeme je, maestro
- Dedication: Sirius magazine

### 1984
- Storia: Slobodan Čurčić, Šume, kiše, grad i zvezde (Autore serbo)
- Romanzo: Branko Belan, Utov dnevnik
- Dedica: IRO Politika (Belgrade) and Brane Dimitrović

### 1985
- Storia: Hrvoje Prćić, Ana s onu stranu zrcala
- Fumetto: Željko Pahek
- Dedication: Galerija Studentskog centra u Zagrebu, Boban Knežević i Talijanski kulturni centar u Zagrebu

### 1986
- Priča: Slobodan Petrovski, Most
- Romanzo: Predrag Raos, Mnogo vike nizašto
- Dedication: Centar za kulturu Pešćenica, Tehnički muzej u Zagrebu, Borivoj Jurković

### 1987
- Storia: Miha Remec, Spomenik Euridiki (slovenski author)
- Fumetto: Igor Kordej
- Dedication: Žiga Leskovšek, IRO Prosveta (Beograd)

### 1988
- Storia: Vladimir Lazović, Sokolar
- Dedication: Dobrosav Bob Živković

### 1989
- Storia: Predrag Raos, Škorpion na jeziku
- Life's work: Gavrilo Vučković (Editore serbo)

### 1990
- Storia: Radovan Devlić, Zatvor
- Romanzo: Radivoje Lola Đukić, Ovca na Bulevaru Oktobarske revolucije (Autore serbo)

### 1991
- Priča: Vera Ivosić-Santo, Evici, s ljubavlju
- Romanzo: Predrag Raos, Nul effort
- Premio speciale: Zoran Živković, Enciklopedija naučne fantastike (Filosofo serbo)[1]

### 1992
Non assegnato.

### 1993
Non Assegnato

### 1994
- Storia: Darko Macan, Mihovil Škotska Snježnica
- Illustrazione: Aleksandar Žiljak

### 1995
- Storia breve: Darko Macan, Pročitaj i daj dalje
- Storia: Jasmina Blažić, Kuća na broju 15
- Novella: Jasmina Gluhak, Nataša Pavlović, One Shot
- Illustrazione: Igor Kordej

### 1996
- Storia breve: Mario Berečić, Ovo je moja nesreća
- Storia: Tatjana Jambrišak, Duh novog svijeta
- Dramma: Hrvoje Kovačević, Profesionalna deformacija
- Illustrazione a colori: Igor Kordej
- Illustrazione in bianco e nero: Aleksandar Žiljak
- Life's work: Krsto A. Mažuranić i Ivica Posavec
- Protosfera: Zvjezdana Odobašić, per la Novella Čudesna krljušt

### 1997
- Miniatura: Denis Peričić, Diptih o doktoru
- Storia breve: Dean Fabić, Svi njihovi životi
- Storia: Aleksandar Žiljak, Slijepe ptice
- Romanzo: Predrag Raos, Od rata do zvijezda
- Illustrazione a colori: Karlo Galeta
- Illustrazione in bianco e nero: Tihomir Tikulin
- Premio Speciale: Urban & 4, per l'album Otrovna kiša

### 1998
- Miniatura: Zdenko Vlainić, Buba
- Storia breve: Tatjana Jambrišak, Crveno i crno
- Storia: Goran Konvični, Pet minuta do budućnosti
- Dramma: Marijana Nola, Don Huanov kraj
- Illustrazione: Bojan Tarticchio
- Life work: Zdravko Valjak
- Protosfera: Andrija Jakić, za priču a.n.d.

### 1999
- Miniature: Aleksandar Žiljak, Prvi let
- Storia breve: Jasmina Blažić, Kraj stoljeća
- Storia: Zoran Pongrašić, Dijagonala
- Dramma: Denis Peričić, Netopir
- Romanzo: Milena Benini Getz, Kaos
- Illustrazione a colori: Željko Pahek
- Illustrazione in bianco e nero: Esad T. Ribić
- Life work: Damir Mikuličić

### 2000
- Miniatura: Zoran Vlahović, Lovci slave
- Storia breve: Irena Krčelić, Gubilište
- Storia: Krešimir Mišak, Svijet iduće sekunde
- Novella: Dalibor Perković, Banijska praskozorja
- Dramma: Ivana Sajko, Idući površinom
- Illustrazione: Goran Šarlija

### 2001
- Miniatura: Aleksandar Žiljak, Hladni dodir vatre
- Storia breve: Igor Lepčin, Blijedonarančasta Tineluss
- Storia: Vanja Spirin, Nimfa
- Novella: Krunoslav Gernhard, Libra mrtvieh nazivja
- Romanzo: Darko Macan, Koža boje masline
- Saggio: Igor Marković, U vrtlogu stvarnosti - Dick čitan Flusserom
- Illustrazione: Robert Drozd
- Life work: Živko Prodanović
- Contributo speciale SFERAKONU 2000: Tajana Štasni
- Protosfera: Marin Medić, za priču Trkač

### 2002
- Miniatura: Kristijan Novak, Posljednjih sedam milisekundi
- Storia breve: Viktoria Faust, Teško je biti vampir
- Storia: Želimir Periš, Tisućljeće
- Novella: Igor Lepčin, Nebo iznad Marijane
- Illustrazione in bianco e nero: Davor Rapaić (sul libro 'Neusporediva' protiv slučajne sličnosti)
- Illustrazione a colori: Tatjana Jambrišak (su www.tatjana.ws[2])
- Articolo: Bojan Krstić (per il magazine Futura)

### 2003
- Miniatura: Zoran Krušvar, Igra
- Storia breve: Marina Jadrejčić, Tužna madona
- Storia: Tatjana Jambrišak, Ima li bolje zabave, moje dame?
- Romanzo per bambini: Darko Macan, Pavo protiv Pave
- Romanzo: Dejan Šorak, Ja i Kalisto
- Illustrazione in bianco e nero: Filip Cerovečki (Lovecraftova galerija)
- Illustrazione a colori: Štef Bartolić (copertina di Monolitha)
- Articolo: Dvotjedniku Zarezu per il magazine Philipu Kindredu Dicku[3]

### 2004
- Miniatura: Zoran Krušvar, Brodovi u tami
- Storia breve: Viktoria Faust, Vrištač
- Storia: Danilo Brozović, Prsti
- Novella: Dalibor Perković, Preko rijeke
- Romanzo per bambini: Zvonko Todorovski, Prozor zelenog bljeska
- Roman: Ivan Gavran, Sablja
- Illustrazione: Milivoj Ćeran, za Vile hrvatskih pisaca
- Protosfera: Jurica Palijan, Bili ste divna publika
- Articolo: fanzina elettronica NOSF[4]

### 2005
- Miniatura: Saša Škerla, Bilo jednom
- Storia breve: Bojan Sudarević, Cyberfolk[5]
- Storia: Krešimir Mišak, Akvarij sa zlatnim ribicama
- Novella: Zoran Pongrašić, Letač
- Romanzo: Oliver Franić, Araton
- Illustrazione: Darko Vučenik (per la copertina di Čuvari sreće Z. Pongrašića)
- Riconoscimento speciale: Vlatko Jurić-Kokić, Davor Šišović

### 2006
- Miniatura: Zoran Janjanin, Primarna zdravstvena...
- Storia breve: Petra Bulić, Antarktički vjetar
- Storia: Danilo Brozović, Anne Droid
- Novella: Milena Benini, McGuffin Link
- Romanzo: Dalibor Perković, Sva krv čovječanstva
- Illustrazione: Tomislav Tomić (per la copertina del libro Zeleno sunce, crna spora D. Brozovića)

### 2007
- Miniatura: Dario Rukavina, Ima li piljaka tamo gore, na jugu? (raccolta Blog.SF)
- Storia breve: Viktoria Faust, Riana u sutonu sivom (raccolta Vampirske priče)
- Storia: Danijel Bogdanović, 87. kilometar (raccolta Zagrob)
- Romanzo: Veselin Gatalo, Geto
- Illustrazione: Nela Dunato, You don’t own me (copertina della rivista NOSF[6])
- Premio speciale: Tomislav Šakić i Aleksandar Žiljak, Ad Astra – Antologija hrvatske znanstveno-fantastične novele 1976-2006
- Life work – Mladen Bjažić

### 2008
- Miniatura: Danijel Bogdanović, Decimala ("Krivo stvoreni", Pučko otvoreno učilište Pazin, 2007)
- Storia breve: Ivana D. Horvatinčić, Post mortem ("Priče o starim bogovima", Pučko otvoreno učilište Pazin, 2007)
- Storia: Nikola Kuprešanin, Karakuri ningyo (NOSF magazin br. 25, 2007)
- Novella: Danilo Brozović, Besmrtna Diana ("Trinaesti krug bezdana", Mentor i SFera, 2007)
- Romanzo: Predrag Raos, Let Nancija Konratata (Izvori, 2007)
- Romanzo per bambini: Darko Macan, Dlakovuk (Knjiga u centru, 2007)
- Saggio: Zoran Kravar, Duboka fikcija - J. R. R. Tolkien (Ubiq br.1, Mentor, 2007)
- Raccolta di Poesie: Tatjana Jambrišak, Slova iz snova (Mentor, 2007)
- Premio speciale: Zoran Krušvar, Multimedijalni projekt Izvršitelji nauma Gospodnjeg
- Striscia a fumetti: Ivan Marušić, Entropola (Mentor, 2007)
- Premio speciale za oblikovanje časospisa Ubiq: Melina Mikulić
- Protosfera: Vesna Bolfek, Snijeg i pepeo ("Priče o starim bogovima", Pučko otvoreno učilište Pazin, 2007)

### 2009
- Miglior miniatura: Ed Barol, Zadnja vožnja (Dobar ulov, Pučko otvoreno učilište, Pazin, 2008)
- Miglior storia: Dario Rukavina, Nek' se ne zna traga, Ljeljo! (Zlatni zmajev svitak, SFera & Mentor, 2008, Zagreb)
- Miglior novella: Zoran Krušvar, Tako mora biti (Ubiq 3, Mentor, 2008, Zagreb)
- Miglior romanzo: Sanshal Tamoya, Dobitnik (Slovo, 2008, Zagreb)
- Miglior romanzo per bambini: Igor Lepčin, Vražje oko (Knjiga u centru, 2008, Zagreb)
- Miglior illustrazione a colori: Biljana Mateljan, ilustracija naslovnice zbirke Zlatni zmajev svitak (SFera & Mentor, 2008, Zagreb)
- Miglior Illustrazione in bianco e nero: Frano Petruša, ilustracije i knjizi Zvijeri plišane Zorana Krušvara (Knjiga u centru, 2008, Zagreb)
- Miglior saggio sul genere: dr. Nikica Gilić, Filmska fantastika i SF u kontekstu teorije žanra (Ubiq 2, Mentor, 2008, Zagreb)
- Life work: dr. Darko Suvin, professor emeritus
- Protosfera: premio speciale per un autore di età inferiore ai 21 anni, nella categoria Storie Valentina Mišković per la storia Izgubljeni bijeli brat (Eridan 7, Treći zmaj, 2008, Rijeka)

### 2010
- Miglior miniatura: Zoran Janjanin, Quare desperamus? (Treća stvarnost, Pučko otvoreno učilište, Pazin, 2009)
- Miglior storia breve: Milena Benini, Plesati zajedno pod polariziranim nebom (Priče o dinosaurima, Pučko otvoreno učilište, Pazin, 2009)
- Miglior storia: Zoran Vlahović, Svaki put kad se rastajemo … (Ubiq 5, Mentor, Zagreb, 2009)
- Miglior romanzo: Damir Hoyka, Xavia (VBZ, Zagreb, 2009)
- Miglior romanzo per bambini: Ivana D. Horvatinčić, Pegazari (Knjiga u centru, Zagreb, 2009)
- Miglior dramma: Tanja Radović, zbirka drama Ledeno doba (Meandar, Zagreb, 2009)
- Miglior illustrazione a colori: Tomislav Tikulin, illustrazione intitolata Staklene knjige kradljivaca snova Gordona Dahlquista (Algoritam, Zagreb, 2009)

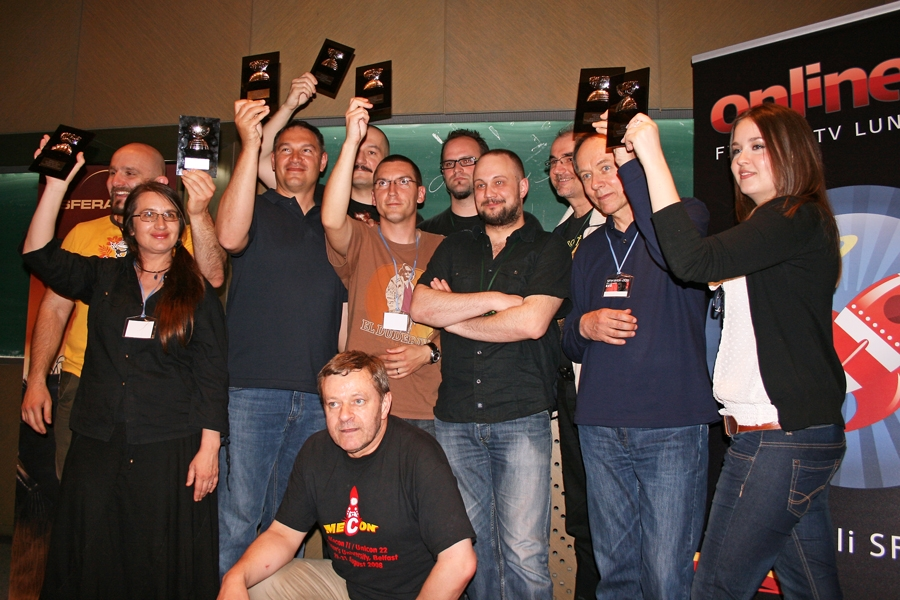
Vincitori del Premio SFERA dell'anno 2011

### 2011
- Miniatura – Ed Barol Avangarda (Dimenzija tajne, Pučko otvoreno učilište, Pazin, 2010)
- Storia breve – Sanja Tenjer, Kao iz pera Arbine bake (Priče o zvijezdama, Pučko otvoreno učilište, Pazin, 2010.)
- Storia – Katarina Brbora, Starozavjetna (Ubiq 6, Mentor, 2010, Zagreb)
- Novella – Danijel Bodganović, Sjećaš li se zečića na Suncu? (Ubiq 7, Mentor, 2010, Zagreb)
- Romanzo – Marko Mihalinec & Velimir Grgić, Kriza (Algoritam, 2010., Zagreb)
- Saggio – Zoran Kravar, Kad je svijet bio mlad:visoka fantastika i doktrinarni antimodernizam, Mentor, 2010. Zagreb
- Illustrazione in bianco e nero – Zdenko Bašić, za ilustracije u romanu Luna (Algoritam, 2010, Zagreb)
- Illustrazione a colori– Marko Horvatrin, ilustracija naslovnice fanzina Eridan broj 9 (Treći zmaj, 2010, Rijeka)

### 2012
- Storia breve – Aleksandar Žiljak, Lesija, u daljini Heraklovi stupovi (Turističke priče, Pučko otvoreno učilište, Pazin, 2011)
- Storia – Igor Rendić, Jednom, negdje (Ubiq 9, Mentor, 2011, Zagreb)
- Romanzo – Franjo Janeš, Formula za kaos (Algoritam, 2011, Zagreb)
- Romanzo per bambini – Darko Macan Djed Mrz (Knjiga u centru, 2011, Zagreb)
- Saggio – Milena Benini, Divide et morere, (Književna republika 10-12, 2011, Zagreb)
- Illustrazione a colori– Zdenko Bašić, ilustracije u izdanju Sjeverozapadni vjetar, (Planetopija, 2011, Zagreb)
- Categoria speciale: Časopis Književna republika za temat o Darku Suvinu
- Životno ostvarenje: Želimir Košćević
- Protosfera: Antonija Mežnarić, Svakoj priči jednom mora doći kraj (Laboratorij Fantastike 2, 2011, Rijeka)

### 2013
- Romanzo - Aleksandar Žiljak, Irbis
- Storia breve - Aleksandar Žiljak, Srneći but s lisičicama, uz njega teran iz zbirke Priče o vinu
- Miniatura - Vesna Kurilić, Priča supružnika
- Storia - David Kelečić, Imago ultima
- Romanzo per bambini - Norma Šerment-Mikulčić Adrijanin vrt
- Teorijski rad - Petra Mrduljaš, djelo Prstenovi koji se šire: Junačka potraga u djelima J. R. R. Tolkiena
- Illustrazione in bianco e nero - Korina Hunjak, Loki, objavljena u fanzinu Eridan
- Illustrazione a colori - Mario Rosanda, naslovnica zbirke Priče o vinu[7]

### 2014
- Miniatura – David Kelečić, Dječak i mora
- Storia breve – Irena Hartmann, Lutke
- Romanzo – Tomica Šćavina, Povratak genija
- Romanzo per bambini – Nataša Govedić, Mrežir, zemlja mačaka i zmajeva
- Filosofia – Rafaela Božić, Distopija i jezik: distopijski roman kroz oko lingvostilistike
- Premio speciale - Predrag Ličina, Teleport Zovko, cortometraggio[8]